# Эттенхайм
Эттенхайм (нем. Ettenheim, алем. нем. Äddene) — город в Германии, в земле Баден-Вюртемберг.
Подчинён административному округу Фрайбург. Входит в состав района Ортенау. Население составляет 12 244 человека (на 31 декабря 2010 года). Занимает площадь 48,90 км². Официальный код — 08 3 17 026.
Город подразделяется на 6 городских районов.